# 반금속
반금속(半金屬, semimetal)은 원자가띠와 전도띠사이의 작은 겹침이 있어 금속과 비금속의 중간 성질을 보이는 물질이다. 비소와 안티모니가 대표적인 반금속이다. 

## 같이 보기
- 반쪽금속
- 모트 절연체
- 고체물리학